# سس کالیفرنیا
سس کالیفرنیا (نام علمی: Cuscuta californica) نام یک گونه از سرده سس است.